# Diệu Hương (diễn viên)
Diệu Hương tên đầy đủ là Đặng Thị Diệu Hương (sinh ngày 14 tháng 9 năm 1985 tại Nam Định) là một nữ diễn viên Việt Nam. Diệu Hương tham gia đóng phim từ giữa thập niên 2000 nhưng chỉ thực sự được biết đến nhiều kể từ vai diễn Linh trong bộ phim Luật đời của Mai Hồng Phong và Hoàng Nhung năm 2007. Vai diễn mang về cho cô giải thưởng Nữ diễn viên trẻ triển vọng do Tạp chí truyền hình bình chọn năm 2007.
Cuối năm 2019, cô sang Mỹ định cư với gia đình chồng, chính thức tạm từ giã nghiệp diễn.

## Tiểu sử
- Tốt nghiệp cấp 3 trường Chuyên Lê Hồng Phong, Nam Định.
- Cô từng tham gia lớp đào tạo diễn viên truyền hình khóa đầu tiên (năm 2003) do đài Truyền hình Việt Nam tổ chức, đỗ Thủ khoa Đại học Sân khấu Điện ảnh (Hà Nội) ngành Diễn viên sân khấu điện ảnh (năm 2004), sau đó học tiếp văn bằng Thạc sĩ nghệ thuật học.
- Ngoài ra cô còn được mời làm MC cho một số chương trình của VTV.
- Diệu Hương kết hôn năm 2011 với chồng là người Hà Nội.[3] Cô có hai người con.[4]

## Phim đã tham gia
- Cánh gió đầu đông (2004)
- Lời thề cỏ non (2004)
- Chuyện phố phường (2004)
- Bức ảnh còn lại (2004)
- Tình thắm Sapa (2004)
- Cảnh sát hình sự: Bí mật của những cuộc đời (2005)
- Cảnh sát hình sự: Phi đội chuồn chuồn (2005)
- Luật đời (2007)
- Chớp mắt cùng số phận (2007)
- Nhật ký Vàng Anh (2007)
- Vòng nguyệt quế (2008)
- Con đường hạnh phúc (2008)
- Cảnh sát hình sự: Cổ vật (2008)
- Tết cháy osin (2010)
- Cảnh sát hình sự: Cuồng phong (2010)
- Đếm ngược cho 30 (2011)
- Xin thề anh nói thật (2011)
- Cầu vồng tình yêu (2011)
- Siêu thị tình yêu (2012)
- Bánh đúc có xương (2014)
- Hoa hồng trên ngực trái (2019)